# ボーダー 犯罪心理捜査ファイル
『ボーダー 犯罪心理捜査ファイル』（ボーダー はんざいしんりそうさファイル）は、1999年1月11日から3月8日まで日本テレビ系で毎週月曜22時 - 22時54分（JST）に放送された、読売テレビ制作の連続テレビドラマ。
主演の中森明菜が収録中の事故により胸部挫傷、肋軟骨骨折を診断され、さらにインフルエンザにも罹患するなどといったアクシデントの連続から収録を続けることが困難となり、当初の全10回予定から1話短縮された。

## ストーリー
警視庁捜査一課特殊犯罪捜査係に、心理技官として派遣された杉島桐恵は、科学警察研究所の犯罪心理学研究員で捜査一課の刑事・辻良介と組むことに。プロファイリングにより犯人を追いつめ事件を解決していくが、時に異常なまでに執念深く犯人を追い詰める桐恵には、幼い頃に遭遇した凶悪事件のトラウマがあった。

## キャスト

### メインキャスト
- 杉島桐恵: 中森明菜（幼少期: 五十嵐瑞穂）
- 辻良介: 筒井道隆
- 如月吹雪: 佐藤仁美
- 木下綾香: 天田貴子
- 坂田未知: 高橋ひとみ
- 都築了: 永島敏行
- 瀬戸山満: 根津甚八

### ゲスト
- 第1回
  - 田崎: 鶴見辰吾
- 第2回
  - 白木千草: 鰐淵晴子
- 第3回
  - 沖野雅彦: 藤原竜也
  - 新庄幸伸: 宇梶剛士
- 第4回
  - 細川茂樹
- 第5回
  - 安達和彦: 野村宏伸
- 第6回
  - 池田芳美: 荻野目慶子
  - 池田友彦: 羽場裕一
- 第7回
  - 工藤みさこ: 持田真樹
  - みさこの母: 赤座美代子
- 第8回
  - 北村一輝
  - 夏目玲

他

## サブタイトル
| 各話   | 放送日    | サブタイトル                  | 脚本       | 演出     | 視聴率 |
| ------ | --------- | ----------------------------- | ---------- | -------- | ------ |
| 第1回  | 1999/1/11 | 地下室の快楽殺人              | 森岡利行   | 上川伸廣 | 16.0%  |
| 第2回  | 1999/1/18 | 血を吸う白い肌                | 江頭美智留 | 上川伸廣 | 12.3%  |
| 第3回  | 1999/1/25 | 美少年に死の接吻を            | 森岡利行   | 田中壽一 | 10.3%  |
| 第4回  | 1999/2/01 | 儀式殺人!ジンクスを呼ぶ死体   | 森岡利行   | 岡本浩一 | 10.0%  |
| 第5回  | 1999/2/08 | 恐怖のフェチスト              | 江頭美智留 | 上川伸廣 | 10.2%  |
| 第6回  | 1999/2/15 | 不倫の代償 良妻の恐るべき復讐 | 森岡利行   | 岡本浩一 | 12.2%  |
| 第7回  | 1999/2/22 | 呪いの女!いじめが生んだ悲劇   | 江頭美智留 | 上川伸廣 | 9.1%   |
| 第8回  | 1999/3/01 | インターネットで殺人中継      | 森岡利行   | 岡本浩一 | 9.4%   |
| 最終回 | 1999/3/08 | 私を殺して…                   | 森岡利行   | 上川伸廣 | 10.2%  |

平均視聴率 11.1%（視聴率は関東地区・ビデオリサーチ社調べ）

## 音楽
- オープニングテーマ: 中森明菜「オフェリア」（ガウスエンタテインメント）※1999年1月21日発売
- エンディングテーマ: Every Little Thing「Over and Over」（avex trax）※1999年1月27日発売
- サウンドトラック: 蓜島邦明『ボーダー 犯罪心理捜査ファイル　オリジナル・サウンドトラック』（バップ）※1999年3月10日発売

## スタッフ
- 脚本: 森岡利行、江頭美智留
- 音楽: 蓜島邦明
- 音楽プロデューサー: 近藤由紀夫、小西香葉
- 広報: 永井若菜・菱田千佳（よみうりテレビ）、飯島哲夫（日本テレビ）
- チーフプロデューサー: 山本和夫
- プロデューサー: 井上竜太、小泉守、下山潤
- 演出: 上川伸廣、田中壽一、岡本浩一
- 技術協力: ビデオスタッフ、ザ・ホライズン
- 美術協力: 日本テレビアート
- スタジオ: 多摩スタジオ
- 制作協力: イースト
- 制作著作: よみうりテレビ

## 映像ソフト化
いずれもVHSのみのリリースとなっている。
- 『ボーダー 犯罪心理捜査ファイル Vol.1・Vol.2』（バップ）1999年3月20日発売
- 『ボーダー 犯罪心理捜査ファイル Vol.3・Vol.4』（バップ）1999年4月21日発売

| 読売テレビ 月曜10時枠の連続ドラマ | 読売テレビ 月曜10時枠の連続ドラマ                 | 読売テレビ 月曜10時枠の連続ドラマ |
| 前番組                            | 番組名                                            | 次番組                            |
| --------------------------------- | ------------------------------------------------- | --------------------------------- |
| 奇跡の人 （1998.10.12 - 12.14）   | ボーダー 犯罪心理捜査ファイル （1999.1.11 - 3.8） | ロマンス （1999.4.12 - 6.28）     |